# Авдеенко, Геннадий Валентинович
Геннадий Валентинович Авдеенко (4 ноября 1963, Одесса, Украинская ССР) — советский прыгун в высоту, олимпийский чемпион и чемпион мира. Заслуженный мастер спорта СССР (1983). Воспитанник Бориса Робульца.

## Биография
Окончил Одесский педагогический институт имени К. Д. Ушинского, учитель физкультуры. Выступал за Вооружённые Силы СССР (Одесса).
Пик карьеры пришелся на середину 80-х годов, когда он стал олимпийским чемпионом и чемпионом мира по прыжкам в высоту. В 90-е годы перенес 3 операции на ахиллах, после чего выйти на прежний уровень не смог.
В 1991 году переехал с семьей в Минск, позднее обосновался в белорусской глубинке — деревне Копачи под Молодечно. В настоящее время — преподаватель физической культуры в СШ № 8 г. Молодечно.
Женат на чемпионке СССР по прыжкам в высоту Людмиле Петрусь, дочь Алиса.

## Спортивные достижения
- Чемпион мира 1983 года (первый чемпион мира по прыжкам в высоту).
- Чемпион Олимпийских Игр 1988 года в прыжках в высоту (2,38 м, олимпийский рекорд).
- Серебряный призёр чемпионата мира 1987 года (2,38 м).
- Серебряный призёр зимнего чемпионата мира 1987 года (2,38 м рекорд СССР)
- Чемпион СССР 1987—1988 года. Личный рекорд — 2,38 м (1987—1988).

## Награды
- Орден Дружбы народов (1989)

## Политические взгляды
Подписал открытое письмо спортивных деятелей страны, выступающих за действующую власть Беларуси после жестких подавлений народных протестов в 2020 году.